# Rosneft
Rosneft  (rusko Росне́фть je rusko naftnoplinsko podjetje, ki je v večinski lasti ruske vlade. Sedež je v okrožju Balčug, v bližini Kremlja, Moskva. Rosnet je s prevzemom Yukosa postalo največje rusko naftno podjetje, leta 2013 so prevzeli tudi podjetje TNK-BP.